# Francesco Boccadifuoco
Francesco Boccadifuoco (Siracusa, 10 settembre 1876 – ...) è stato un politico italiano.
Erede di una fiorente attività commerciale di import-export di cereali dopo la prima guerra mondiale opera una forte diversificazione reinvestendo gran parte degli utili nel settore turistico-alberghiero. È stato proprietario, tra gli altri, del Grand Hotel Villa Politi di Siracusa. Consigliere comunale e assessore della stessa città a 22 anni al suo sorgere aderisce al fascismo. Ha presieduto la Federazione nazionale per il commercio estero e ha fatto parte del Consiglio superiore dell'economia nazionale e del consiglio generale dell'Istituto nazionale per l'esportazione.